# 岩田彰一郎
岩田 彰一郎（いわた しょういちろう、1950年8月14日 - ）は日本の実業家。アスクル創業者で、同社代表取締役社長を務めた。

## 来歴・人物
大阪府出身。慶應義塾大学商学部卒業後、1973年ライオン油脂（現・ライオン）入社。営業を経て商品開発に携わる。
1986年総合事務用品メーカーのプラスに転職。文具事業本部副本部長などを務め、主として文具の商品開発を担当する。アスクル事業推進室長、アスクル事業部長を経て、1997年同社がアスクル事業を独立させたのに伴い、アスクル社長に就任。
2019年8月2日、定時株主総会にて同社筆頭株主のヤフーと第2位株主のプラスが、岩田の再任に反対の議決権を行使したため退任。

## 親族
- 祖先：岩田惣三郎 － （いわた そうざぶろう、天保14年3月15日（1843年4月14日） - 1933年（昭和8年）8月24日）戦前日本の実業家、相場師。
- 親戚：佐渡島庸平 － （さどしま ようへい、1979年7月24日 - ）は、日本の実業家、編集者、著作家。
- 姻戚：佐渡島隆平 － （さどしま りゅうへい、1979年10月23日 - ）は、日本の実業家。セーフィー創業者・代表取締役社長CEO。

## テレビ出演
- 日経スペシャル カンブリア宮殿 日本流の顧客主義を見よ！ ～進化するアスクルの全貌～（2012年7月19日、テレビ東京）[4]